# 2000年シドニーオリンピックのデンマーク選手団
2000年シドニーオリンピックのデンマーク選手団（2000ねんシドニーオリンピックのデンマークせんしゅだん）は、2000年9月15日から10月1日にかけてオーストラリアのニューサウスウェールズ州シドニーで開催された2000年シドニーオリンピックのデンマーク選手団、およびその競技結果。

## 概要
今大会は金メダル2個、銀メダル3個、銅メダル1個の合計6個のメダルを獲得した。

## メダル
| メダル | 選手名                 | 競技 | 種目     |
| ------ | ---------------------- | ---- | -------- |
| 銀     | ウィルソン・キプケテル | 陸上 | 男子800m |